# Vitreorana castroviejoi
Vitreorana castroviejoi е вид жаба от семейство Centrolenidae.

## Разпространение
Видът е разпространен във Венецуела.